# Le Manchy
Le Manchy est un poème du poète français Leconte de Lisle paru dans ses Poèmes barbares en 1862. L'un des plus connus de son auteur, il décrit le voyage en chaise à porteurs de sa cousine descendant des Hauts de Saint-Paul, à La Réunion, pour assister à la messe du dimanche en centre-ville. Une situation très similaire avait déjà été mise en scène en prose par le même Leconte de Lisle dans une nouvelle de 1840, Mon premier amour en prose.